# シル・ジョンスン
シル・ジョンスン（またはジョンソン）（英: Syl Johnson, 本名:Sylvester Thompson, 1936年7月1日 - 2022年2月6日）は、アメリカの歌手、ギタリスト、ハーピスト、音楽プロデューサー。ブルースとソウルの双方を垣根を感じさせることなく歌いこなすのが特徴的。
娘に歌手のシリーナ・ジョンソン、兄にギタリスト兼歌手のジミー・ジョンソン(1928〜2022)、ベーシストのマック・トンプソンがいる。

## 来歴
ミシシッピ州ホリースプリングス生まれ。8歳のとき、家族とともにシカゴに移住した。1950年代にマジック・サム、ビリー・ボーイ・アーノルド、ジュニア・ウェルズ、ハウリン・ウルフといったブルース・アーティストと共演を経験し、1959年にはジミー・リードのヴィージェイ盤のレコーディングに参加した。同年、彼はシンシナティのレーベル、キング・レコード傘下のフェデラルよりソロ・デビューを果たしている。このとき彼のバックを付けたバンドには、ギターにフレディ・キングがいた。
1960年代半ば頃から、シカゴのトワイライト/トワイナイト・レコードへのレコーディングを開始する。初めてのヒットとなった1967年の"Come On Sock It to Me"を始めとして、ジョンスンはレーベルのヒットメーカーとして、またプロデューサーとして活躍した。
この時代の他の黒人のソングライター同様、彼のヒット曲のいくつかは、アフリカ系アメリカ人のアイデンティティと社会問題をテーマにしていたが、そんな曲の中には1969年にR&Bチャート11位を記録した"Is It Because I'm Black"があった。
1971年、ウィリー・ミッチェルの勧めによりジョンスンはハイ・レコードと契約する。同レーベルからは3枚のアルバムと数々のシングルをリリースすることとなった。レコーディングはメンフィスでハイのハウス・バンドのサポートにて行われ、力のこもった名作が生み出された。"We Did It"、"Back for a Taste of Your Love"などのヒットが生まれ、特に"Take Me to the River"は1975年にR&Bチャートの7位を記録した。しかしながら、ジョンスンは存在はレーベルの看板スターだったアル・グリーンの陰に常に隠れた印象は否めなかった。
ハイから離れると、ジョンスンはシャマ・レーベルで2枚のLPを制作した。うち2枚目のMs. Fine Brown Frame (1982年) は、ブロードウォーク・レコードによって配給され、タイトル曲がヒットとなった。現時点では、ジョンスンこの曲以降はヒットを生んでいない。
1980年代半ば頃から、ジョンスンはファーストフード・レストランのビジネスを始め、ミュージシャンとしてはたまにブルース・クラブのギグを行う程度と活動のペースは落ち、半ば引退状態となった。
1992年にジョンスンは、自分の代表曲"Different Strokes"がウータン・クラン、M.C.ハマー、ゲットー・ボーイズなど複数のラッパーによってサンプリングされていることを知る。このことに刺激を受け、彼は音楽界に戻ることを決意した。1994年に彼は、デルマーク・レコードからBack in the Gameをリリースする。このアルバムはハイのリズム・セクションと彼の娘のシリーナ・ジョンスンがフィーチャーされた。
2014年7月、Fuji Rock Festival '14（SYL JOHNSON, BOBBY RUSH & LAVELLE WHITE SOUL MUSIC LEGENDS名義：ただしラヴェル・ホワイトは体調不良のため出演キャンセル）及び六本木Billboard LIVE TOKYO（単独名義）出演のため来日。
2022年2月6日、85歳で他界。兄ジミー・ジョンソンが亡くなった6日後のことだった。

## ディスコグラフィ

### シングル
- 1967年 Come On Sock It To Me (Twilight)
- 1967年 Different Strokes (Twilight)
- 1969年 Is It Because I'm Black? (Twinight)
- 1970年 One Way Ticket To Nowhere (Twinight)
- 1972年 Diamond in the Rough (Hi)
- 1972年 We Did It (Hi)
- 1973年 Back For A Taste Of Your Love (Hi)
- 1975年 Take Me To The River  (Hi)
- 1975年 I Only Have Love (Hi)
- 1982年 Ms. Fine Brown Frame (Boardwalk)

### アルバム
- 1968年 Dresses Too Short (Twinight)
- 1970年 Is It Because I'm Black? (Twinight)
- 1973年 Back For A Taste Of Your Love (Hi)
- 1974年 Diamond In The Rough (Hi)
- 1975年 Total Explosion (Hi)
- 1979年 Uptown Shakedown (Hi)
- 1982年 Ms. Fine Brown Frame (Shama)
- 1994年 Back In The Game (Delmark)
- 1995年 This Time Together by Father and Daughter (Twinight) with Syleena Johnson
- 1995年 Bridge to a Legacy (Antone's)
- 1999年 Talkin' About Chicago (Delmark)
- 2000年 Hands of Time (Hep Me)
- 2001年 Two Johnsons Are Better Than One (Evangeline) with Jimmy Johnson
- 2004年 Straight Up! (P-Vine)